# Zofia Książek
Zofia Książek (ur. 16 czerwca 1908 w Krasiłowie na Wołyniu, zm. 21 lipca 2015 w Chełmie) – nauczycielka, polonistka, poetka, Honorowy Obywatel Miasta Chełma.

## Życiorys
Pochodziła z rodziny o głębokich tradycjach patriotycznych. Jako dziecko rozczytywała się w literaturze o treści historycznej, a jej ulubioną lekturą była książka Pod Raszynem opisująca bohaterskie zmagania polskich żołnierzy z bolszewikami w czasie bitwy warszawskiej.
Po odzyskaniu przez Polskę niepodległości przeniosła się w 1919 roku wraz z rodzicami do Radomia, ukończyła tam szkołę powszechną i rozpoczęła naukę w Żeńskim Gimnazjum Realnym. W 1926 roku zamieszkała w Chełmie, gdyż jej ojciec – lekarz kolejowy – został tam służbowo przeniesiony. W Chełmie ukończyła Gimnazjum im. Stefana Czarnieckiego. 1933-38 studiowała polonistykę na Uniwersytecie Jagiellońskim w Krakowie, a jej profesorami byli m.in. Ignacy Chrzanowski i Stanisław Pigoń. W 1938 po ukończeniu studiów podjęła pracę jako nauczycielka języka polskiego w Prywatnym Gimnazjum Żeńskim w Maciejowie Wołyńskim. Okres II wojny światowej spędziła w Chełmie, gdzie w latach 1941–1944 uczestniczyła w tajnym nauczaniu na poziomie szkoły średniej, razem z Kazimierzem Janczykowskim, Kazimierzem Andrzejem Jaworskim i.in. W latach 1944–1972 pracowała w Liceum Ogólnokształcącym im. Stefana Czarnieckiego w Chełmie jako nauczycielka języka polskiego.
Potrafiła swoje fascynacje literackie przekazać młodzieży. Od uczniów wymagała nie tylko znajomości literatury, lecz przede wszystkim stawiała ich przed koniecznością zajęcia stanowiska wobec określonych problemów społecznych, moralnych, politycznych i artystycznych. W latach 50. prowadziła teatr szkolny imienia Aleksandra Fredry. Swoje wspomnienia z pracy teatralnej z młodzieżą spisała w artykule Moi aktorzy.
Janusz Krzywicki, absolwent Liceum z 1965, pisze: „Panią Profesor Książek zawsze darzyliśmy ogromnym szacunkiem i zaufaniem. Była zdecydowana w poglądach i sprawiedliwa w osądach”.
Wśród absolwentów I Liceum Ogólnokształcącego z tego okresu jest wielu pisarzy, m.in. Marek Adam Jaworski, Zbigniew Waldemar Okoń. „Nie jest dziełem przypadku, że wszyscy oni byli uczniami Zofii Książek”.
W roku 1995 pisała: „Niszczący jak walec reżim stalinowski z całą furią uderzył w szkołę. Należało wybierać (…). I rozpoczęła się walka: najpierw z prefektem szkolnym, potem z kilkoma nauczycielami, zarzucając im odseparowanie się od nowej ideologii (…) Rok 1972 przyniósł jednoznaczną decyzję władz oświatowych wszystkich szczebli: „Starzy na emeryturę!” I wielką miotłą wymieciono starych”.

## Twórczość poetycka
Zbigniew Waldemar Okoń, absolwent z 1963 roku, przypuszcza, że właśnie wtedy, po przymusowym przejściu na emeryturę, Zofia Książek zaczęła pisać wiersze. Ukazało się co prawda parę jej wierszy w czasopiśmie Pro Patria i w Literackim Głosie Nauczycielskim, ale dopiero w roku 1998 po długich namowach zdecydowała się na opublikowanie pierwszego zbioru wierszy Z tej ziemi. Miała wtedy 90 lat! Największy wybór jej wierszy można znaleźć w tomiku wydanym w Chełmie w roku 2006: Wszystko było Prawdą, wszystko jest Prawdą. W swojej poezji, naznaczonej patriotyzmem i głęboką religijnością, porusza Zofia Książek tematy związane z wydarzeniami w historii Polski, chwalebnymi i tragicznymi, a również problemy egzystencjalne człowieka, por. wiersz o tytule Garbusek: Przemyka się pod ścianami domów // istnieniem swoim zawstydzony // przytłoczony ciężarem kalectwa. // Z bólem patrzy na przechodniów, //na ich proste plecy, // na krok swobodny.// I nie wie, że każdy z nich // niesie swój własny garb – // niewidoczny.
Obok poważnych refleksyjnych utworów znajdujemy wiersze o lżejszym charakterze, jak ten pod tytułem Debiut: Pewien emeryt, czując poetycką wenę // napisał drżącą ręką – poemę. // I marzył o jej druku na jawie i we śnie // Aż otrzymał odpowiedź, że na druk za wcześnie.

## Upamiętnienie
Z okazji Jubileuszu setnej rocznicy urodzin w czerwcu 2008 r. uchwałą Rady Miejskiej w Chełmie Zofia Książek wyróżniona została tytułem Honorowego Obywatela Miasta Chełma.
Osobę Zofii Książek zaprezentowano w Chełmie pod hasłem „My wszyscy z Niej” na uroczystych obchodach Dnia Patrona w Liceum Ogólnokształcącym im. Stefana Czarnieckiego w dniu 24 kwietnia 2008 roku.
W grudniu 2015 r. grupa jej byłych uczniów i wychowanków (Zbigniew W. Okoń, Janusz Krzywicki, Jan Witkowski, Eugeniusz Ćwil, Jerzy Pietraszewski) ufundowała tablicę upamiętniającą Zofię Książek. Tablica została umieszczona na budynku tzw. stróżówki przy Liceum.